# Hyeon-gyu Oh
Hyeon-gyu Oh (Koreaans: 오현규) (Namyangju, 12 april 2001) is een Zuid-Koreaans voetballer die doorgaans als aanvaller speelt. Hij tekende in juli 2024 een contract bij het Belgische KRC Genk. Oh debuteerde in 2022 in het Zuid-Koreaans voetbalelftal.

## Clubcarrière
Oh debuteerde in het betaald voetbal voor Suwon Samsung Bluewings gedurende het 2019 seizoen. Vervolgens bracht hij twee seizoenen door bij het militaire-elftal van Sangju Sangmu, tegenwoordig Gimcheon Sangmu.
In januari 2023 maakte Oh de overstap naar Europa, waar hij een vijfjarig contract tekende bij het Schotse Celtic. Enkele dagen na ondertekening van zijn contract debuteerde hij voor de ploeg, als invaller in de wedstrijd tegen Dundee United. Zijn eerste doelpunt voor The Bhoys maakte hij op 11 februari in de strijd om de Scottish Cup tegen St. Mirren.
Op 14 juli 2024 volgde een overstap naar Genk.

### Statistieken
| Seizoen | Club            | Competitie      | Competitie | Competitie | Beker | Beker | Int. | Int. | Overig | Overig | Totaal | Totaal |
| Seizoen | Club            | Competitie      | Wed.       | Dlp.       | Wed.  | Dlp.  | Wed. | Dlp. | Wed.   | Dlp.   | Wed.   | Dlp.   |
| ------- | --------------- | --------------- | ---------- | ---------- | ----- | ----- | ---- | ---- | ------ | ------ | ------ | ------ |
| 2019    | Suwon Samsung   | K League 1      | 11         | 0          | 1     | 0     | –    | –    | –      | –      | 12     | 0      |
| 2020    | Gimcheon Sangmu | K League 1      | 5          | 2          | 0     | 0     | –    | –    | –      | –      | 5      | 2      |
| 2021    | Gimcheon Sangmu | K League 2      | 33         | 5          | 2     | 2     | –    | –    | –      | –      | 35     | 7      |
| 2021    | Suwon Samsung   | K League 1      | 2          | 0          | 0     | 0     | –    | –    | –      | –      | 2      | 0      |
| 2022    | Suwon Samsung   | K League 1      | 36         | 13         | 1     | 0     | –    | –    | 2      | 1      | 39     | 14     |
| 2022/23 | Celtic          | Premiership     | 16         | 6          | 4     | 1     | –    | –    | 1      | 0      | 21     | 7      |
| 2023/24 | Celtic          | Premiership     | 20         | 5          | 1     | 0     | 5    | 0    | 0      | 0      | 26     | 5      |
| 2024/25 | Genk            | Eerste Klasse A | 36         | 9          | 5     | 3     | –    | –    | –      | –      | 41     | 12     |

## Interlandcarrière
Oh vertegenwoordigde zijn geboorteland in de onder 17, onder 20 en onder 23-elftallen. Zijn debuut voor de nationale ploeg volgde op 11 november 2022 toen hij aantrad in een vriendschappelijk duel tegen IJsland. Het duurde nog tot 10 oktober 2024 voordat Oh zijn eerste interlanddoelpunt kon noteren.